# نيو ألباني (مسيسيبي)
نيو ألباني (بالإنجليزية: New Albany, Mississippi)‏ هي مدينة تقع في الولايات المتحدة في Union County. يقدر عدد سكانها بـ 8,526 نسمة ومساحتها 44.3 كم2 وترتفع عن سطح البحر 110 متر.

## التركيبة السكانية
حدّد مكتب تعداد الولايات المتحدة بيانات التركيبة السكانية لنيو ألباني في تعداد الولايات المتحدة. في ما يلي، التركيبة السكانية حسب تعدادي 2000 و2010.

### تعداد عام 2000
بلغ عدد سكان نيو ألباني 7,607 نسمة بحسب تعداد عام 2000، وبلغ عدد الأسر 3,049 أسرة وعدد العائلات 2,028 عائلة مقيمة في المدينة. في حين سجلت الكثافة السكانية 160.7 نسمة لكل كيلومتر مربع (416.2/ميل2). وبلغ عدد الوحدات السكنية 3,329 وحدة بمتوسط كثافة قدره 70.3 لكل كيلومتر مربع (182.1/ميل2).
وتوزع التركيب العرقي للمدينة بنسبة 63.98% من البيض و32.98% من الأمريكيين الأفارقة و0.17% من الأمريكيين الأصليين و0.35% من الأمريكيين ذوي الأصول الآسيوية و1.54% من الأعراق الأخرى و0.97% من عرقين مختلطين أو أكثر و2.83% من الهسبانيون أو اللاتينيون من أي عرق.
بلغ عدد الأسر 3,049 أسرة كانت نسبة 34.9% منها لديها أطفال تحت سن الثامنة عشر تعيش معهم، وبلغت نسبة الأزواج القاطنين مع بعضهم البعض 45% من أصل المجموع الكلي للأسر، ونسبة 17.3% من الأسر كان لديها معيلات من الإناث دون وجود شريك،  بينما كانت نسبة 4.2% من الأسر لديها معيلون من الذكور دون وجود شريكة وكانت نسبة 33.5% من غير العائلات. تألفت نسبة 30.6% من أصل جميع الأسر من عدة أفراد يعيشون في نفس المنزل ونسبة 14.3% كانت تتألف من شخص يعيش بمفرده يبلغ من العمر 65 عاماً أو أكثر. وبلغ متوسط حجم الأسرة المعيشية 2.42، أما متوسط حجم العائلات فبلغ 3.02.
بلغ العمر الوسطي للسكان 35.9 عاماً. وكانت نسبة 26.3% من القاطنين تحت سن الثامنة عشر، وكانت نسبة 8.6% بين الثامنة عشر والرابعة والعشرين عاماً، ونسبة 26.8% كانت واقعةً في الفئة العمرية ما بين الخامسة والعشرين والرابعة والأربعين عاماً، ونسبة 20.4% كانت ما بين الخامسة والأربعين والرابعة والستين، ونسبة 15.1% كانت ضمن فئة الخامسة والستين عاماً فما فوق. يوجد لكل 100 أنثى 87.7 ذكر، ويوجد لكل 100 أنثى في الثامنة عشر من عمرها فما فوق 79.6 ذكر.
بلغ متوسط دخل الأسرة في المدينة 28,730 دولارًا، أما متوسط دخل العائلة فبلغ 38,750 دولارًا. وكان متوسط دخل الذكور 29,457 دولارًا مقابل 20,579 دولارًا للإناث. وسجل دخل الفرد الخاص بالمدينة 16,507 دولارًا. وكانت نسبة 14.7% من العائلات ونسبة 18% من السكان تحت خط الفقر، وكان من هؤلاء نسبة 22.1% تحت سن الثامنة عشر ونسبة 23.3% في الخامسة والستين من العمر وما فوق.

### تعداد عام 2010
بلغ عدد سكان نيو ألباني 8,034 نسمة بحسب تعداد عام 2010، وبلغ عدد الأسر 3,054 أسرة وعدد العائلات 2,047 عائلة مقيمة في المدينة. في حين سجلت الكثافة السكانية 169.7 نسمة لكل كيلومتر مربع (439.5/ميل2). وبلغ عدد الوحدات السكنية 3,393 وحدة بمتوسط كثافة قدره 71.7 لكل كيلومتر مربع (185.7/ميل2).
وتوزع التركيب العرقي للمدينة بنسبة 60.79% من البيض و31.20% من الأمريكيين الأفارقة و0.21% من الأمريكيين الأصليين و0.34% من الأمريكيين ذوي الأصول الآسيوية و5.54% من الأعراق الأخرى و1.92% من عرقين مختلطين أو أكثر و8.30% من الهسبانيون أو اللاتينيون من أي عرق.
بلغ عدد الأسر 3,054 أسرة كانت نسبة 35.8% منها لديها أطفال تحت سن الثامنة عشر تعيش معهم، وبلغت نسبة الأزواج القاطنين مع بعضهم البعض 44% من أصل المجموع الكلي للأسر، ونسبة 18.2% من الأسر كان لديها معيلات من الإناث دون وجود شريك،  بينما كانت نسبة 4.8% من الأسر لديها معيلون من الذكور دون وجود شريكة وكانت نسبة 33% من غير العائلات. تألفت نسبة 29.5% من أصل جميع الأسر من عدة أفراد يعيشون في نفس المنزل ونسبة 13.4% كانت تتألف من شخص يعيش بمفرده يبلغ من العمر 65 عاماً أو أكثر. وبلغ متوسط حجم الأسرة المعيشية 2.54، أما متوسط حجم العائلات فبلغ 3.13.
بلغ العمر الوسطي للسكان 36.1 عاماً. وكانت نسبة 26.5% من القاطنين تحت سن الثامنة عشر، وكانت نسبة 9% بين الثامنة عشر والرابعة والعشرين عاماً، ونسبة 25.8% كانت واقعةً في الفئة العمرية ما بين الخامسة والعشرين والرابعة والأربعين عاماً، ونسبة 22.4% كانت ما بين الخامسة والأربعين والرابعة والستين، ونسبة 16.3% كانت ضمن فئة الخامسة والستين عاماً فما فوق. وتوزع التركيب الجنسي للسكان بنسبة 47.1% ذكور و52.9% إناث.

## أعلام
- مايك ويلسون
- فيلي دانيال
- دوك مارشال
- ويليام فوكنر
- هوبير د. ستيفنز